# Pengarna tillbaka
Pengarna tillbaka var ett direktsänt program i Kanal 5 på tisdagskvällarna under perioden 27 januari-12 maj 1998, med Lotta Engberg som ledare.
Deltagarna skulle först ha handlat på Konsum och där köpa en lott för 10 kr och fick sedan komma till Kanal 5 och tävla om att få vinna pengarna tillbaka på det man handlat.